# Ein Mann für jede Tonart
Ein Mann für jede Tonart ist ein deutscher Spielfilm des Regisseurs Peter Timm nach dem gleichnamigen Roman von Hera Lind aus dem Jahr 1989, gedreht im Jahr 1992 in Deutschland.

## Handlung
Die aufstrebende Sängerin Pauline kann sich in Liebesdingen nicht zwischen ihren beiden jeweils verheirateten Liebhabern, dem Konzertkritiker Georg Lalinde und dem angesehenen Arzt Klaus Klett entscheiden. Nachdem sie zu allem Überfluss noch schwanger wird, weiß sie zumindest, dass sie auf die geplante Karriere in Übersee zugunsten des Nachwuchses – wie sich herausstellt, gleich im Doppelpack – verzichtet.

## Sonstiges
Der Film ist mit verschiedenen Cameo-Auftritten gespickt:
- Herta Däubler-Gmelin, damals stellvertretende Fraktionsvorsitzende der SPD und später Bundesjustizministerin, erhielt eine Rolle als Chorleiterin in der schwäbischen Provinz.
- Der Schlagersänger Heino ist bei der Platteneinspielung eines Weihnachtsliedes als er selbst zu sehen.
- Wolfgang Clement, damals Wirtschaftsminister von Nordrhein-Westfalen und später Ministerpräsident und Bundeswirtschaftsminister, spielt sich selbst bei einem Empfang.

## Auszeichnungen
- Gilde-Filmpreis in Silber der Arbeitsgemeinschaft Kino – Gilde deutscher Filmkunsttheater 1993 in der Kategorie Deutscher Film
- Die Filmbewertungsstelle Wiesbaden verlieh der Produktion das Prädikat wertvoll.

## Kritiken
- In der Fachzeitschrift „epd Film“ wurde der Streifen als „eine Art Werbefilm des positiven Lebensgefühls“ bezeichnet. Produktplatzierungen unterschiedlicher Art werden kritisiert und im Gesamturteil die Atmosphäre einer „Neo-Adenauerzeit“ attestiert.
- Fischer Film Almanach: „Peter Timm ist mit ‚Meier‘ (…) eine der erfrischendsten Komödien des neuen deutschen Films gelungen. Mit der Verfilmung des Bestsellers von Hera Lind (…) sucht er den Anschluß an das deutsche Lustspiel der 50er Jahre.“[1]